# Kościół św. Józefa Oblubieńca Najświętszej Maryi Panny w Bielinach
Kościół Świętego Józefa Oblubieńca Najświętszej Maryi Panny – rzymskokatolicki kościół parafialny w Bielinach należący do dekanatu daleszyckiego diecezji kieleckiej, metropolii krakowskiej.
Świątynia prezentuje styl wczesnobarokowy i posiada klasyczną fasadę, jest to budowla murowana i otynkowana. W głównym ołtarzu jest umieszczony obraz Świętej Rodziny wykonany w połowie XVII wieku. Dwa ołtarze boczne reprezentują styl późnobarokowy i powstały w II połowie XVIII wieku.

## Historia

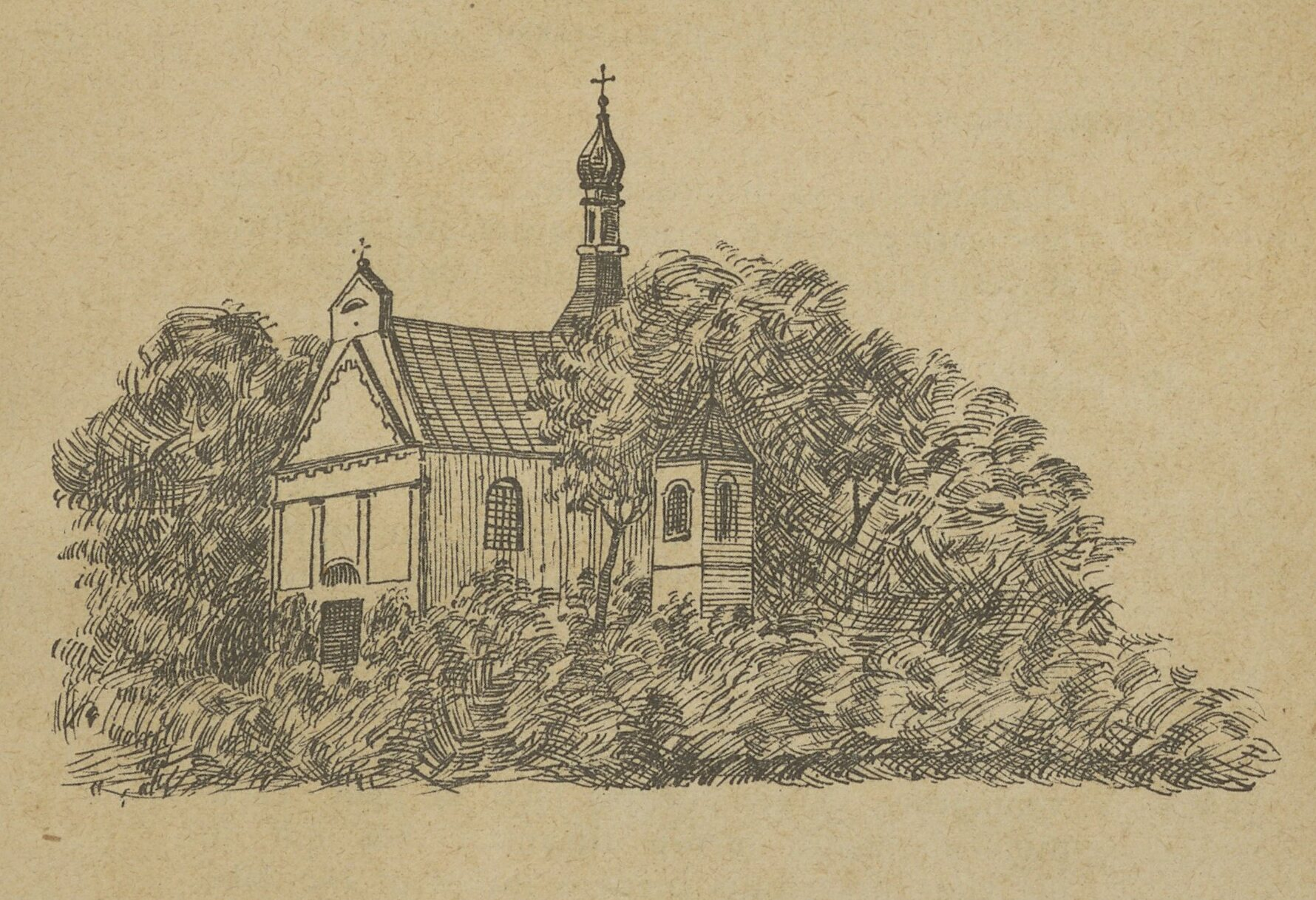
Kościół przed 1907

„(...) Szklarz wypchał skarbami kieszenie i nogawki spodni, ale jeszcze przez kilka nocy tam przychodził, dopóki wszystkiego nie zabrał. Było tego tak dużo, że napełnił po brzegi pokaźną beczkę. Nie bardzo wiedział, co z tym bogactwem zrobić. Proboszcz doradził mu, by zbudował w Bielinach kościół, w którym odprawiałoby się nabożeństwo za dusze zbójców i ich ofiar, a resztę pieniędzy zalecił rozdać ubogim(...).” - „Legendy świętokrzyskie” Jerzy Stankiewicz
Bieliny pierwotnie należały do parafii świętego Michała Archanioła w Daleszycach. W wyniku próśb mieszkańców i Krzysztofa Jóźwika – właściciela huty szkła w Kakoninie powstała nowa parafia usytuowana na wzgórzu Popówka. Pierwszy wpis w księdze stanu cywilnego parafii pochodzi z 4 listopada 1636 roku, a akt erekcyjny kościoła św. Józefa Oblubieńca Najświętszej Maryi Panny podpisał biskup Jakub Zadzik 30 października 1637 roku. W chwili założenia parafii w jej skład wchodziły: Bieliny, kuźnice Belno, Makoszyn i Napęków oraz huty szkła Kakonin i Ruska i należała do dekanatu bodzentyńskiego w diecezji krakowskiej.
Budowa kościoła trwała niecałe sześć lat. Konsekracji dokonał biskup krakowski Tomasz Oborski w dniu 14 czerwca 1643 roku. Przy kościele powstała przyparafialna szkółka, a po prawej stronie wybudowana została drewniana plebania, istniejąca jeszcze w pierwszej połowie XIX wieku.
28 czerwca 1649 roku – biskup krakowski Piotr Gembicki przywilejem podpisanym w Krakowie nadał organiście kościoła w Bielinach pół łanu gruntu (pułanek Krokoszowski), na którym pozwolił wybudować dom oraz nadał prawo wyszynku piwa i wódki.
4 kwietnia 1657 roku sprzymierzeńcy wojsk szwedzkich – żołdacy Rakoczego splądrowali pobliski klasztor świętokrzyski, zabijając trzech benedyktyńskich zakonników. Cztery dni później dotarli do Bielin i zamordowali pierwszego proboszcza parafii świętego Józefa – Jana Słopieckiego. W prezbiterium na pamiątkę umieszczona została tablica informująca o tym tragicznym wydarzeniu:
Po jego śmierci nowym plebanem bielińskim na krótko został ksiądz Albert Adam Lenarski. W marcu 1659 roku mianowano następnego proboszcza – księdza Franciszka Chrzanowskiego. Od grudnia 1666 roku nowym plebanem został ksiądz Jan Brzosczyński i kierował parafią przez 22 lata. Tuż przed swoją śmiercią w kościele w Bielinach wybudował dwie boczne kaplice. W jednej z nich (kaplicy Matki Boskiej) znajduje się jego tablica nagrobkowa – zmarł 10 grudnia 1688 roku w wieku 52 lat. Uzyskał on wcześniej na rzecz bielińskiego kościoła znaczący zapis w wysokości 3000 złotych polskich na dobrach Bilczów i Żydowska Wola od Stanisława Mietelskiego z Gołuchowa oraz siedem innych darowizn od mieszkańców Kielc i Daleszyc na sumę 1300 złotych. Procent od tych zapisów służył na utrzymanie Bractwa Świętego Józefa przy kościele aż do 1866 roku, kiedy to kapitały zostały przejęte przez skarb państwa.
Po Janie Brzosczyńskim w 1689 roku mianowany został ksiądz Marcin Jan Ziachowic. Za jego czasów dokonane zostały zapisy na rzecz bielińskiego kościoła na dobrach Morawica, Wola Morawicka i Sieradowice. Następnym proboszczem bardzo krótko (rok i 3 miesiące) był ksiądz Wojciech Jan Jaworek. Po jego śmierci w 1716 roku następcą został ksiądz Józef Antoni Jaworski, który w Bielinach pracował 19 lat. W latach 1736 – 1743 pracę duszpasterską w parafii Świętego Józefa w Bielinach prowadził ksiądz Bonawentura Szaniawski. Od początku 1744 roku proboszczem został ks. Andrzej Józef Zayffret – doktor nauk filozoficznych Akademii Krakowskiej. Księży z kościoła parafialnego w Bielinach w czasie ich nieobecności zastępowali duchowni z kościołów w Daleszycach lub zakonnicy z pobliskich klasztorów – bernardyni ze Świętej Katarzyny i Karczówki oraz franciszkanie z Chęcin.
W 1761 roku proboszczem został Józef Patek. Pełnił także funkcję dziekana dekanatu bodzentyńskiego, do którego kościół w Bielinach należał. Za czasów proboszcza Patka nastąpiło rozgraniczenie między częścią Bielin należącą do kapituły krakowskiej, a Bielinami plebańskimi. Ksiądz Józef Patek zmarł w 1776 roku i jako ostatni z bielińskich księży pochowany został w miejscowym kościele. W pierwszym pilastrze na lewo od głównego wejścia kościoła zachowała się mała nietypowa tabliczka nagrobna z napisem “X. Józef Patek pleban prosi o westchnienie. A. D. 1776”.

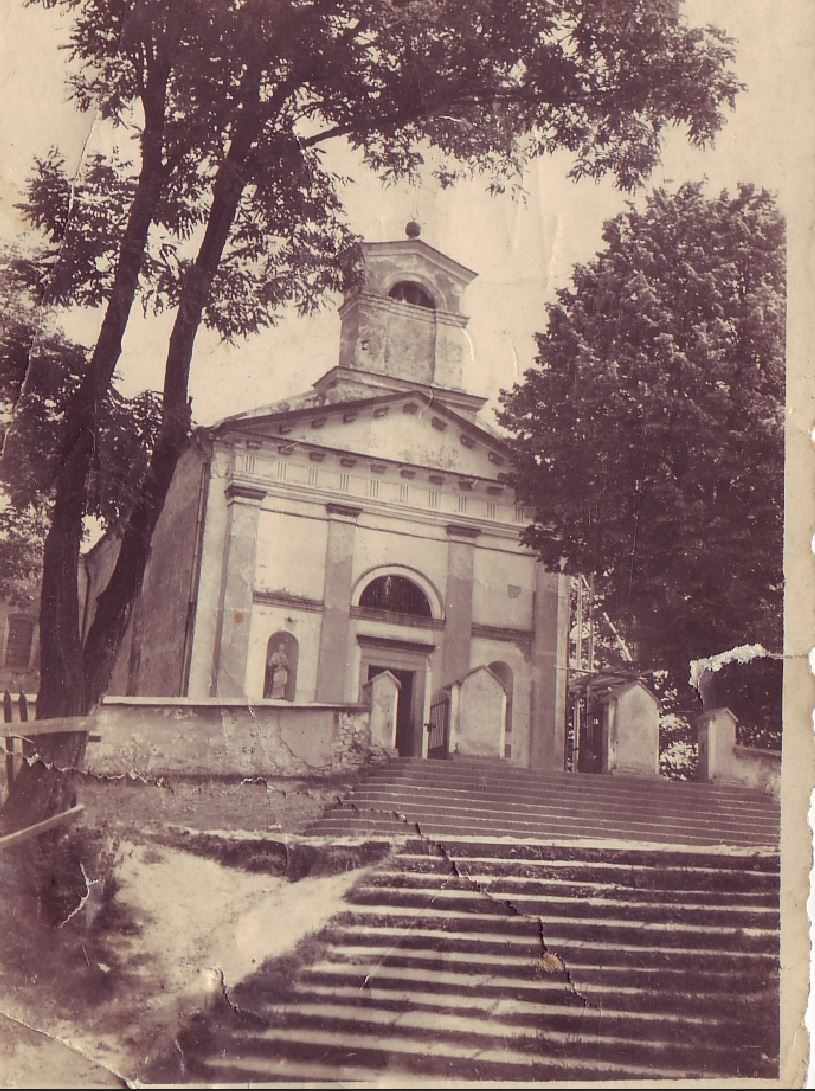
Kościół w Bielinach, okres przedwojenny

W grudniu 1781 roku biskup krakowski mianował proboszczem 36-letniego Joachima Winklera. Z tego okresu pochodzi pierwszy dokładny opis kościoła w Bielinach:
“Kościół ten leży w Województwie Sandomierskim, Powiecie Chęcińskim, Ziemi Wiślickiej, od Sandomierza mil 9, od Kielc mil 3, od Krakowa mil 18 odległy. Zamyka w sobie prawem farnym wsi 8, to jest: Bieliny, Nowa Huta, Stara Huta, Belna, Makoszyn, Napęków, Porąbki i Kakonin, z których jedne odległe są od kościoła farnego o ćwierć mile, drugie o pół mile. Dusz religii rzymskiej pod tą farą w ogólności znajdować się może 2000. Do spowiedzi wielkanocnej w roku 1782 było 1600. Chrztów w roku 1781 było 56, szlubów 8, pogrzebów 36. (...) Kościół murowany sklepiony gontami pobity, które trochę się nadrujnowały, lecz nowonastały JX Pleban już zaczyna reperacją około niego. Ołtarzy ma w sobie pięć: wielki pod tytułem Św. Józefa, drugi Św. Joachima, trzeci Św. Jana Ewangelisty – te konsekrowane, w kaplicy ołtarz czwarty Matki Boskiej, w drugiej kaplicy ołtarz Męki Pańskiej. Ten kościół jest pod tytułem Józefa Świętego O. P. M. konsekrowany prze JW J. X. Tomasza Oborskiego Biskupa Laudyceńskiego R. 1643 d. 14 czerwca. Posadzka w tym kościele dobra. Chór muzyczny murowany dobry z organami. Konfesjonałów 3. Ambona drewniana. Ławek w większym chórze 12, w mniejszym formy na osób 12, w kaplicach także formy na osób 12. Chrzcielnica z kamienia marmurowego dobra. Zakrystia murowana, w niej mensa z szufladami na apparaty. Do kościoła drzwi wielkie podwójne na zawiasach z zasuwą i kłódką, drugie z przychodu od plebanii z zamkiem i kłódką, przy zakrystii drzwi na zawiasach z zamkiem i kłódką. Przy tym kościele jest kruchta bez zamknięcia, która była niegdyś dzwonnicą, murowana. Druga kruchta z przychodu od plebanii, ta niegdyś była zakrystią, murowana. Na wierzchu kościoła kopuła blachą białą pobita, w niej sygnaturka. Kostnica przy murach kościelnych murowana z okienkiem. Dzwonnica drewniana pobita od ziemi aż do samego wierzchu gontami, w tej dzwonów 3, większy 1, mniejszych 2. Cmentarz wkoło parkanem w słupy dębowe opasany, do którego jest brama murowana z furtką poboczną także murowaną. Brama zamyka się kratą żelazną, a furtka drzwiami na zawiasach i hakach. Od plebanii jest furtka drewniana”.
Następnym proboszczem został Karol Żurkowski. Z okresu przejęcia przez niego parafii (1789) pochodzi dokładny opis majątku. Wnętrze kościoła było bogato zdobione. Znajdujący się w wielkim ołtarzu obraz Świętej Rodziny przyozdobiony był wotami – sukienka, berło, korony, 5 srebrnych sandałów. W bocznych kaplicach znajdowały się obrazy: Chrystusa Ukrzyżowanego, przyozdobiony trzema srebrnymi koronami i Matki Boskiej ze srebrną sukienką, dwoma koronami. Ołtarze boczne – Świętego Joachima ze srebrną koroną i Świętego Jana ze srebrną koroną, kielichem, wężem oraz pasem. Na tęczy kościoła umieszczona była statua Boga Ojca. Kościół posiadał cenny relikwiarz – był to pozłacany krzyż, zawierający w sobie cząstkę Krzyża Świętego.
Ksiądz Karol Żurkowski poczynił wiele inwestycji: ogrodził cmentarz przykościelny, ufundował ambonę, chrzcielnicę, ławki, konfesjonały, założył cmentarz grzebalny w polu (przełom XVIII i XIX wieku)
W 1805 roku na mocy decyzji papieża Piusa VII została utworzona diecezja kielecka. Diecezja ta istniała tylko 13 lat i w 1818 roku została zlikwidowana – powstała natomiast nowa diecezja sandomierska. W 1821 roku parafia liczyła 2566 dusz.
Po śmierci Żurkowskiego w 1827 nowym proboszczem został urodzony w Bielinach ksiądz Jędrzej Poniewierski. Największym zadaniem jaki postawił przed sobą było powiększenie kościoła oraz wybudowanie nowej dzwonnicy. Rozbudowa kościoła polegała na wydłużeniu nawy głównej, wymurowaniu klasycystycznej fasady z filarami i gzymsami ciosowymi oraz wystawieniu wieży z sygnaturką. Do nawy bocznej zakupiono obraz Matki Bożej z Dzieciątkiem Jezus autorstwa Żeleńskiego, nowe organy oraz monstrancję srebrną pozłacaną. Na frontonie przy wejściu pod figurami świętych Piotra i Pawła umieszczono dwie marmurowe tablice pochodzące z XVII ufundowane przez opata klasztoru świętokrzyskiego, późniejszego biskupa kijowskiego – Bogusława Radoszewskiego. Tablica z lewej poświęcona jest pamięci kardynała Zbigniewa Oleśnickiego, natomiast druga, jest tablicą nagrobną opata Stanisława, który wraz z innymi zakonnikami został zamordowany w czasie najazdu tatarskiego w 1260 roku. Na tęczy odnowionego kościoła umieszczono barokowy krucyfiks Chrystusa Ukrzyżowanego użyczony z klasztoru na Świętym Krzyżu.

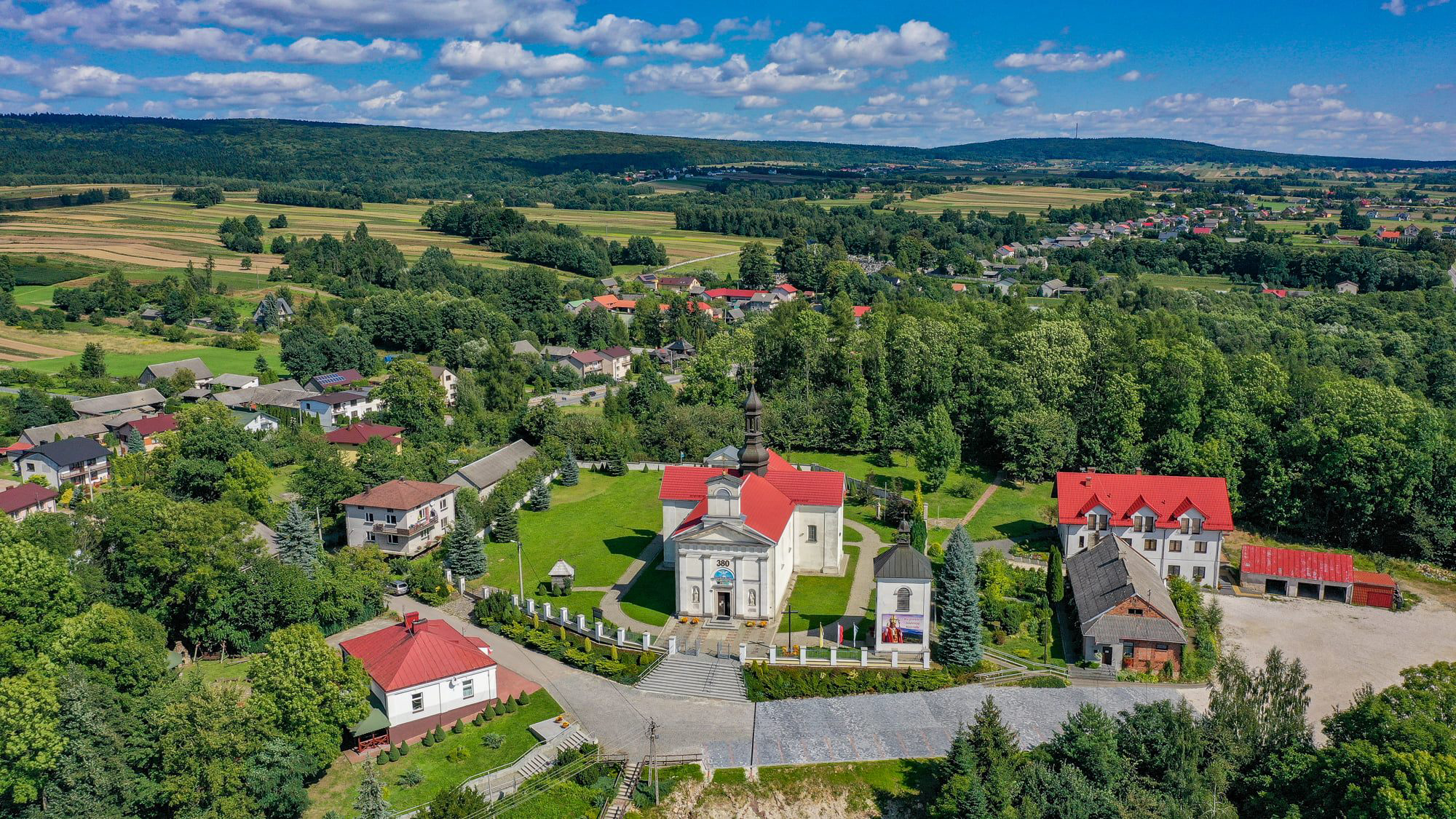
Kościół usytuowany na Wzgórzu Popówka. W tle Pasmo Łysogórskie.
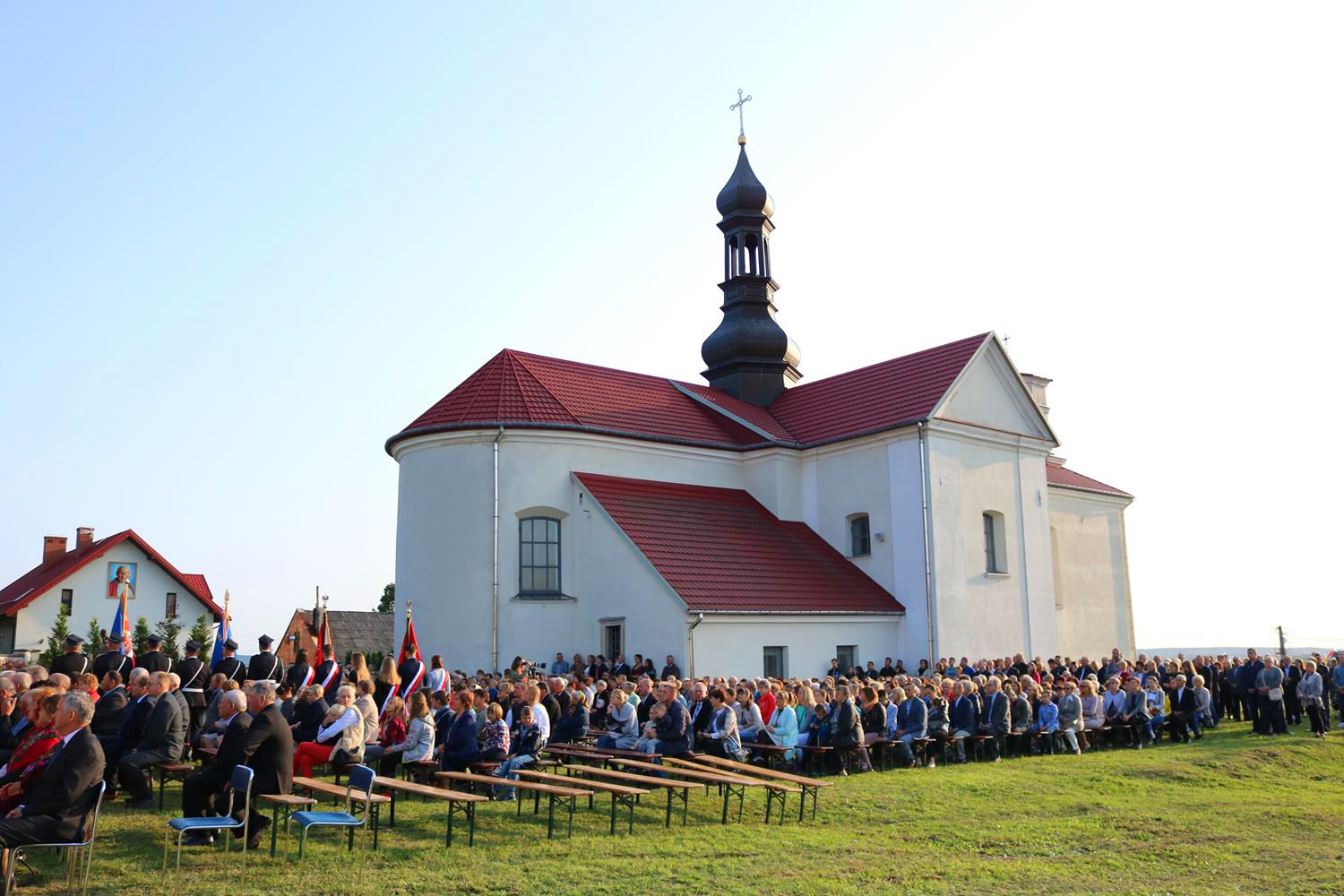
Uroczystości jubileuszu 380-lecia powstania kościoła w Bielinach
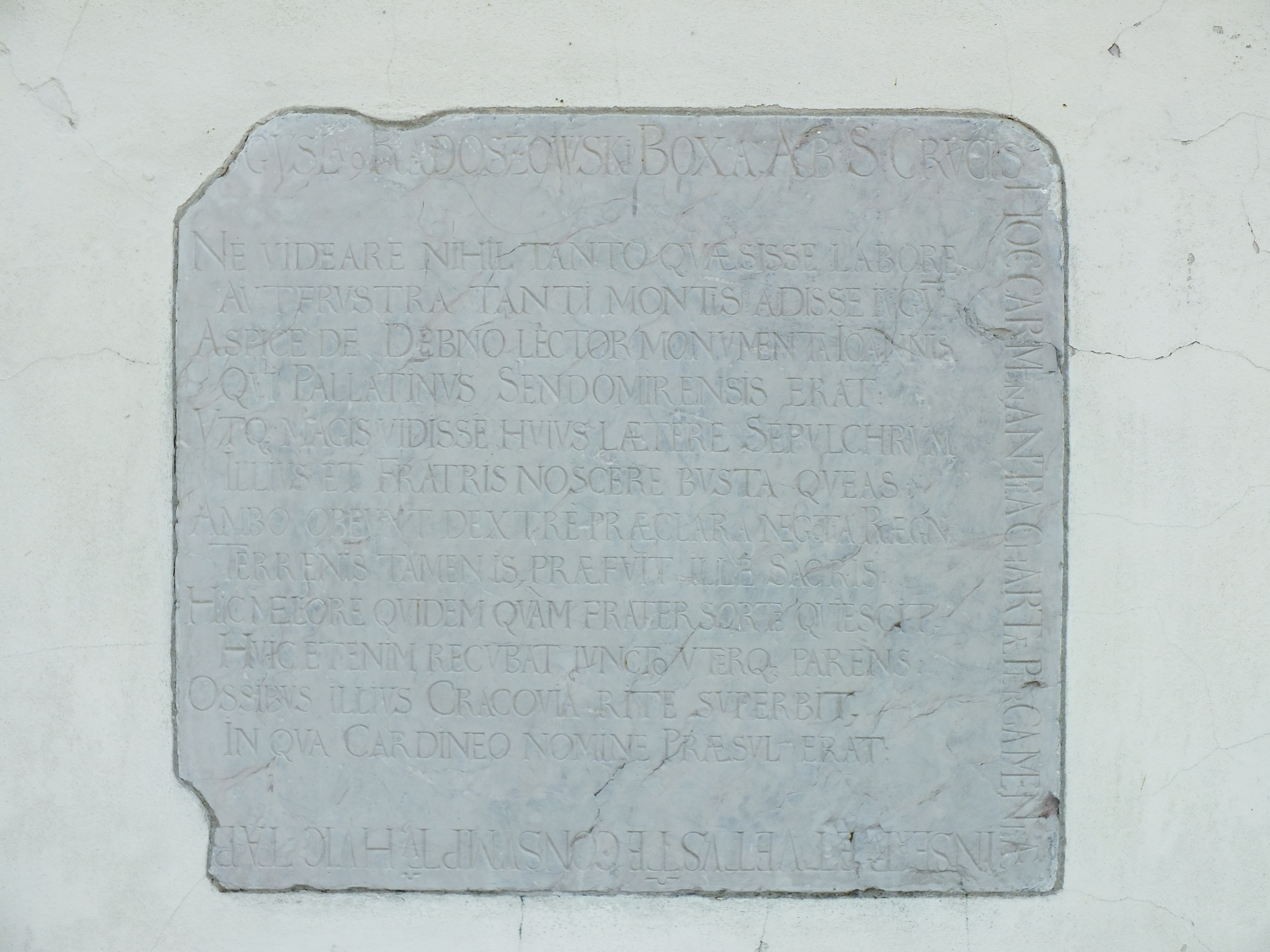
Tablica XVII w
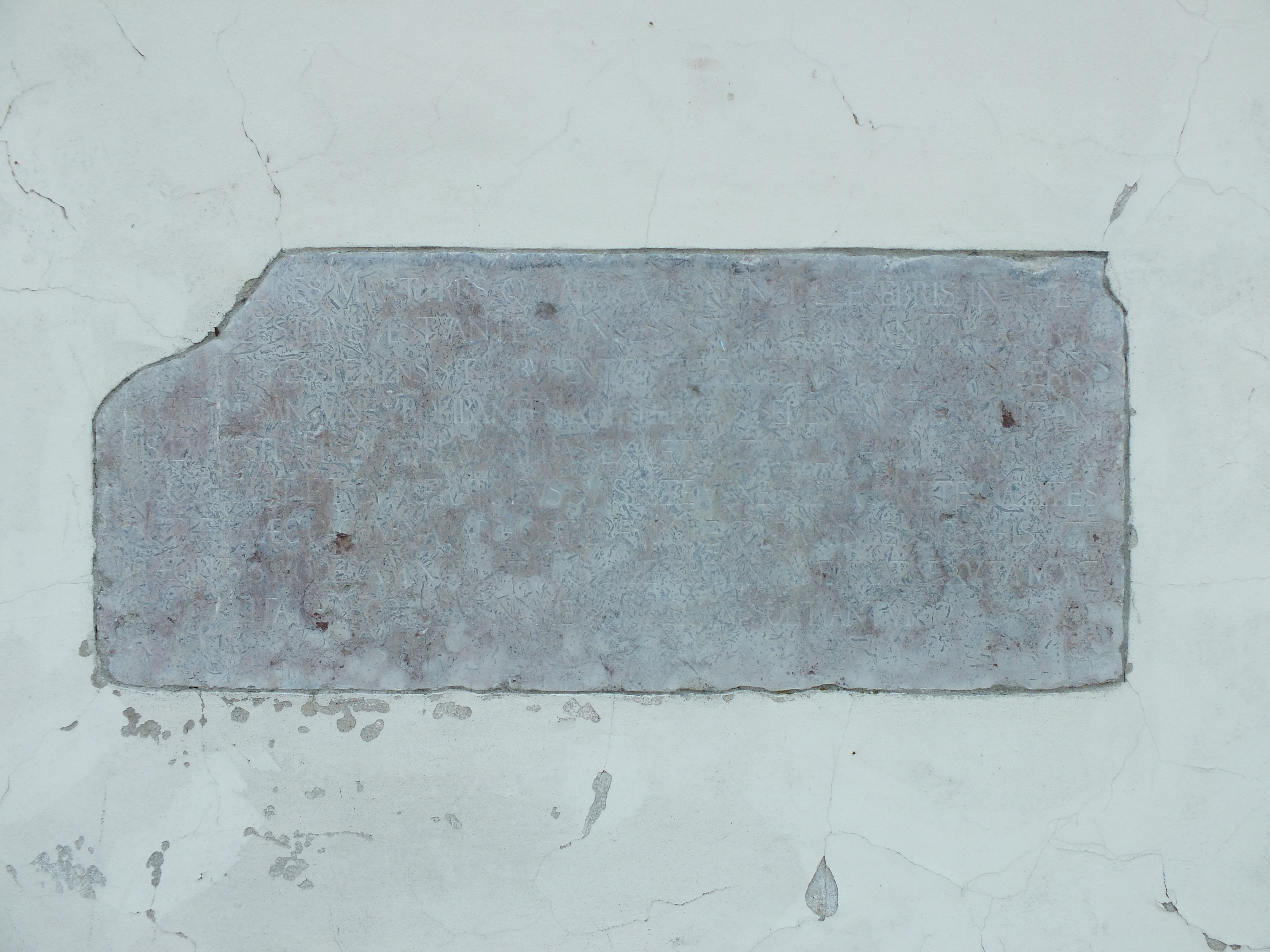
Tablica XVII w
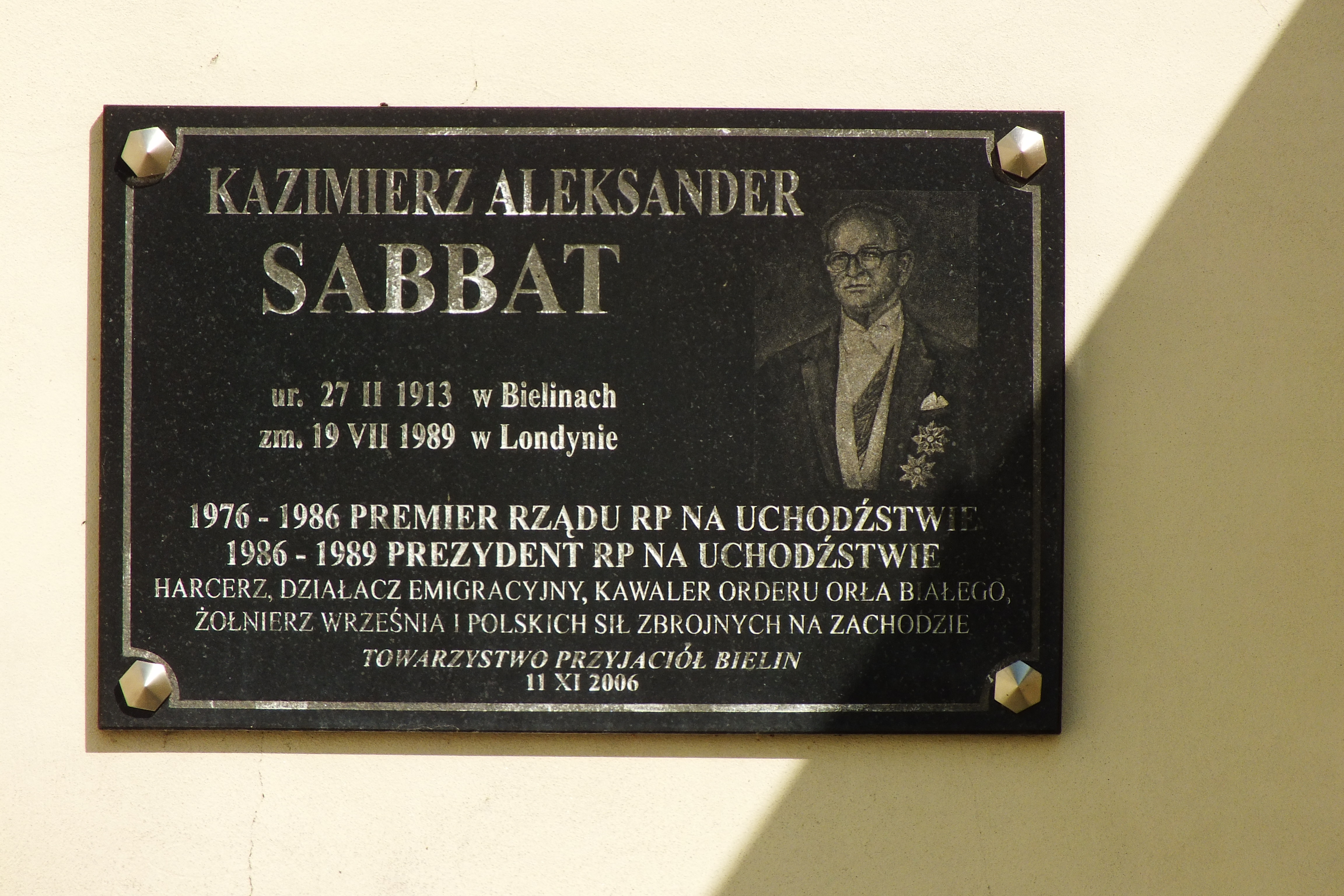
Tablica poświęcona Kazimierzowi Sabbatowi – Prezydentowi i Premierowi RP na Uchodźstwie urodzonemu w Bielinach
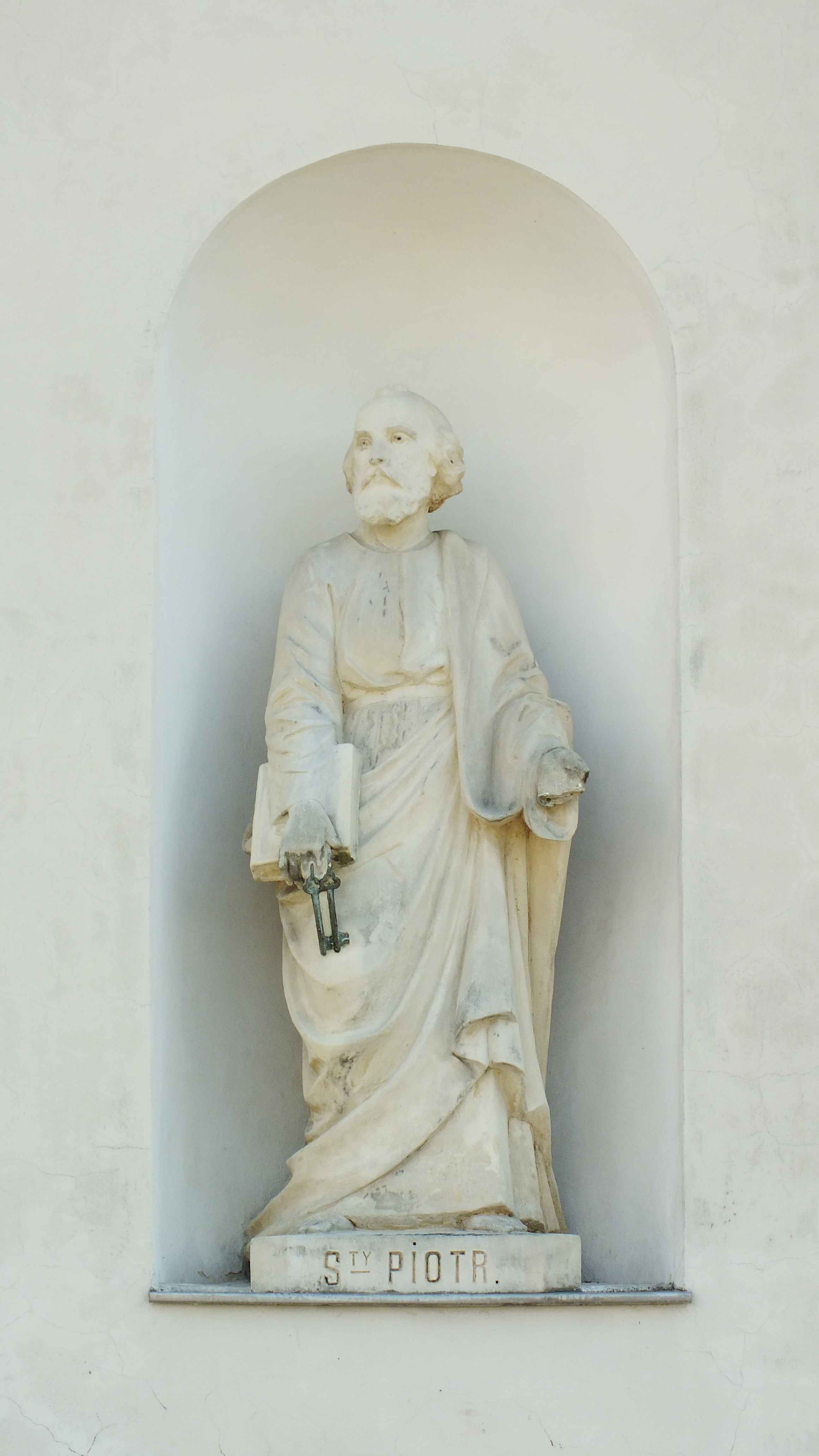
Figura św. Piotra od strony zachodniej
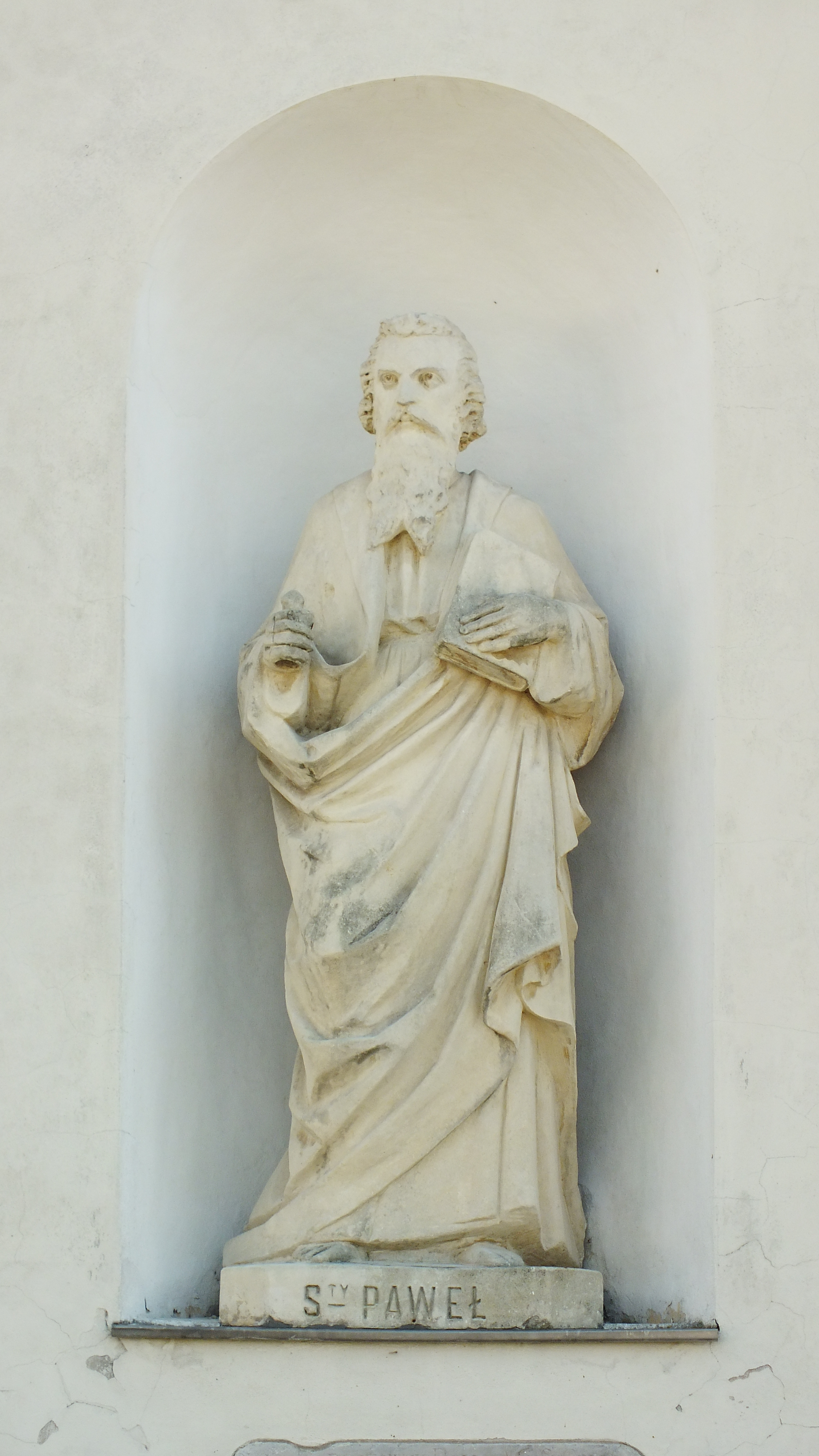
Figura św. Pawła od strony zachodniej
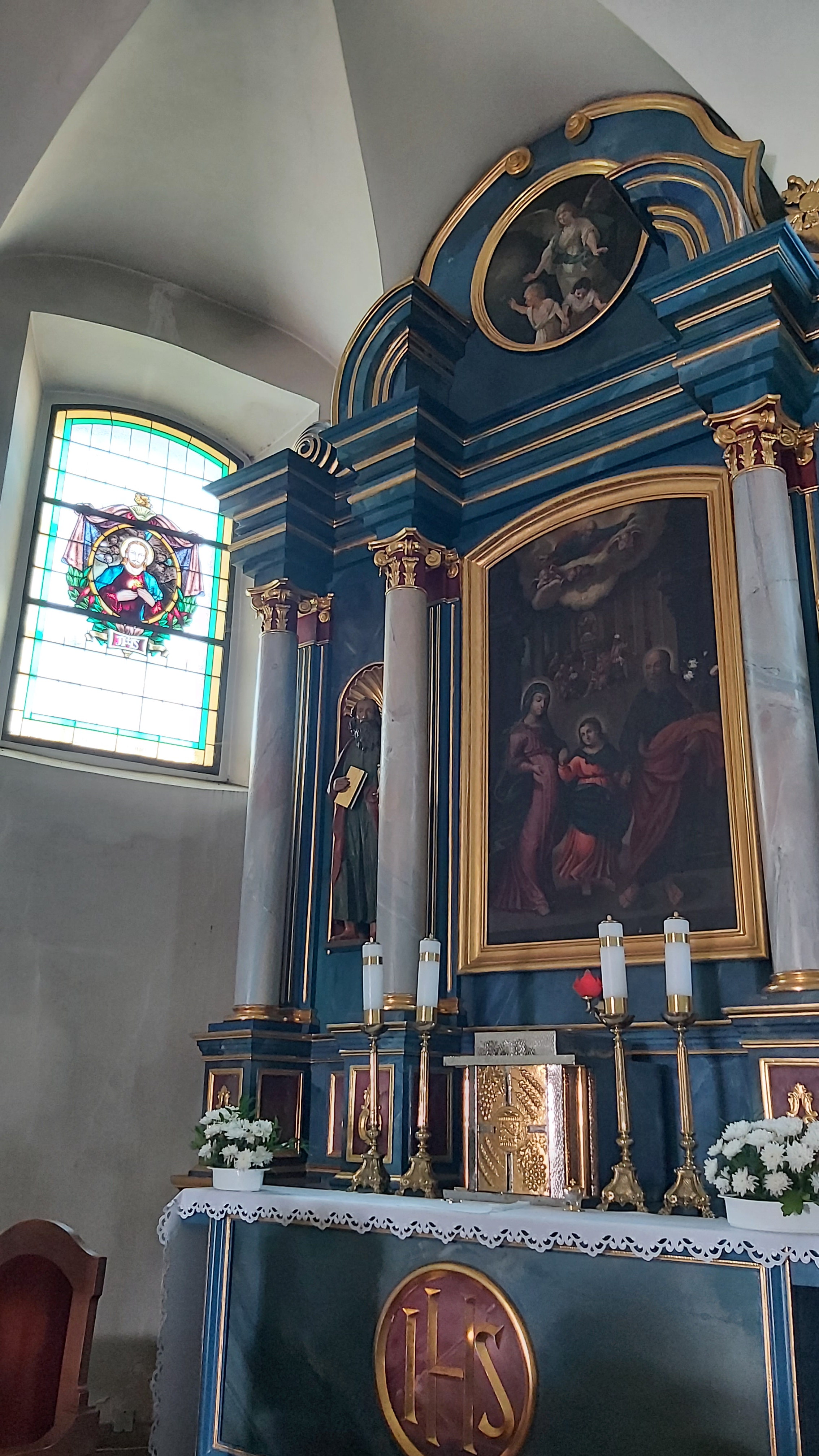
Ołtarz. Obraz św. Rodziny

## Architektura i wyposażenie
Kościół usytuowany jest na wyniosłym wzgórzu ogrodzonym starym murem. Jest obiektem orientowanym, jednonawowym, murowanym z kamienia i otynkowanym. Wzniesiono go w latach 1637–1643 na planie prostokąta w stylu przejściowym od renesansu do baroku, określanym jako manieryzm, często zwanym też wczesnobarokowym. W roku 1838 świątynia została przedłużona ku zachodowi i zyskała wówczas klasycystyczną fasadę główną – trójosiową, rozczłonkowaną pilastrami, z klasycznym belkowaniem, wspierającym trójkątny tympanon (przyczółek), zwieńczony płaską wieżyczką zakończoną krzyżem. W ścianę fasady głównej wmurowane zostały marmurowe tablice epitafijne z 1.poł. XVII w., przeniesione do Bielin z rozebranego po pożarze w 1777 r. kościoła klasztornego na Świętym Krzyżu. Jest budowlą orientowaną, murowaną, pokrytą tynkiem. Prezbiterium kościoła jest dwuprzęsłowe, zamknięte półkoliście. Od południa przylega do niego mała kruchta, a od północy zakrystia z nadbudowanym w wieku XIX stryszkiem.
Po obu bokach nawy dostawione są kwadratowe w planie kaplice; poziomy posadzek w kaplicach wyższe są niż w nawie. W nawie, która pierwotnie nakryta była płaskim drewnianym stropem są teraz sklepienia żaglaste na gurtach, a w prezbiterium i kaplicach sklepienia kolebkowo – krzyżowe. Kaplice otwarte są do nawy arkadami a żebra ich kolebkowo – krzyżowych sklepień, zdobione bogatą dekoracją stiukową, „spływają” na wczesnobarokowe belkowanie.
W osiach skrajnych fasady zachodniej rozmieszczono dwie półkoliste nisze, w których są posągi św. św. Piotra i Pawła. Dachy nawy i kaplic są dwuspadowe, a nad zakrystią dach pulpitowy.
Spis najcenniejszych zabytków ruchomych kościoła:
- Dzwon – z brązu, wykonany w 1589 roku, renesansowy

- Obraz w ołtarzu głównym – Święta Rodzina w typie flamandzkim, datowany na drugą tercję XVII wieku

- Chrzcielnica – z wapienia chęcińskiego, połowa XVII wieku, styl wczesnobarokowy
- Puszka na komunikaty (liturgiczna) – srebro ze złoceniami, XVII w., styl wczesnobarokowy
- Obraz Ukrzyżowanie w górnej części ołtarza bocznego, II połowa XVII wieku, styl barokowy
- Krucyfiks ścienny nad łukiem tęczowym, I połowa XVIII wieku, styl barokowy
- Relikwiarz – srebro i alabaster, I połowa XVIII wieku, styl barokowy
- Ołtarz główny, Ołtarz boczny, Obraz Święty Piotr, Obraz Święty Jan Ewangelista, Obraz Madonna z Dzieciątkiem w górnej części ołtarza bocznego, Rzeźba Chrystus Zmartwychwstały, Kielich mszalny z pateną, Krucyfiks ołtarzowy, Kropielnica z wapienia chęcińskiego, Pacyfikał z brązu posrebrzany i pozłacany i zdobiony kameryzacją – XVIII w., styl późnobarokowy
- Ołtarz Matki Boskiej i Ołtarz Przemienienia Pańskiego w kaplicy północnej – 1770 r, rokoko
- Biały ornat ze stułą – jedwabny, wykonany we Francji w XVIII wieku, styl klasycystyczny
- Ambona, mosiężny żyrandol i świecznik, Krucyfiks ołtarzowy o charakterze ludowym, Oprawa Chrzcielnicy, Rzeźba św. Pawła w ołtarzu głównym – koniec XVII/początek XIX w., styl klasycystyczny
- Monstrancja, Dzwonek – brąz, wykonane przed 1823 rokiem
- Rzeźby: Świętego Piotra i Świętego Pawła z piaskowca – 1838 r, styl klasycystyczny

Zabytki epigrafiki:
- Dwie marmurowe płyty z 1633 roku, wmurowane w fasadzie poniżej rzeźb św. Piotra i św. Pawła
- Tablica epitafijna z II połowy XVII (ks. Jana Słopieckiego) z brązowego wapienia chęcińskiego
- Tablica epitafijna z II połowy XVII (ks. Jana Brzoszczyńskiego) z wapienia chęcińskiego
- XIX wieczne tablice epitafijne: ks. Jana Patka (z białego piaskowca) i Anny z Jaworskich Jakubowskiej oraz jej wnuków (z popielato-brązowego wapienia)